# محمدمهدی تندگویان
محمدمهدی تندگویان (زاده ۲۳ خرداد ۱۳۵۳، تهران)، معاون ساماندهی امور جوانان وزارت ورزش و جوانان در دولت دوازدهم بوده است. وی عضو شورای اسلامی شهر تهران در دوره چهارم و سخنگوی فراکسیون اصلاح طلبان شورای شهر در آن دوره بود. 
وی فرزند محمدجواد تندگویان وزیر نفت دولت محمدعلی رجایی است.
تندگویان در دوره چهارم شورای اسلامی شهر تهران (۱۳۹۲ – ۱۳۹۶) به عنوان یکی از ۳۱ عضو منتخب و تحت عنوان فهرست اصلاح طلبان به شورای شهر تهران راه پیدا کرد.
او در مقطع کارشناسی فارغ‌التحصیل رشته مدیریت گرایش اطلاعات و ارتباطات و در کارشناسی ارشد رشته مدیریت شهری می‌باشد.
پس از اتمام شورای چهارم و از ۲۳ شهریورماه ۱۳۹۶ تندگویان با حکم دکتر سلطانی فر ـ وزیر ورزش و جوانان دولت دوازدهم ـ، به عنوان معاون امور ساماندهی جوانان این وزارتخانه مشغول به کار می‌باشد. هم چنین در مهرماه ۹۶ وی طی حکمی از سوی وزیر ورزش و جوانان به سمت دبیر ستاد ملی ساماندهی امور جوانان منصوب گردیده‌است.
او فرزند محمدجواد تندگویان (وزیر نفت ایران در کابینهٔ محمدعلی رجایی) است. وی بیشتر فردی اجرایی است تا سیاسی در چهارمین انتخابات شورای شهر تهران در سال ۱۳۹۲ او ابتدا نامش در فهرست ردصلاحیت‌شدگان بود. علت ردصلاحیت، امضای او پای «بیانیهٔ جمعی از فرزندان شهدا» بوده‌است که در حوادث انتخابات سال ۱۳۸۸ منتشر شد؛ ولی یک روز مانده به زمان تبلیغات شوراها توانست تأیید صلاحیت بگیرد. او با ۱۵۴ هزار و ۹۲۱ پانزدهم شد و توانست به شورا راه یابد. او در این انتخابات به عنوان یک اصلاح‌طلب و در از طرف ائتلاف شاهدان انقلاب اسلامی شرکت کرده بود.
وی کارشناس حوزه بهبود زندگی شهری است و برای مدتی نیز عضو هیئت مدیره شرکت سهامی نمایشگاه‌های بین‌المللی تهران بوده‌است.

## مدیریت شهری
تندگویان خواهان اصلاح و افزایش اختیارات شوراهای شهر است. او از منتقدان در درسترس نبودن امکانات رفاهی و فرهنگی در سطح شهر تهران است و کوچ ساکنین پایین شهر به بالای شهر را از معضلات تهران می‌داند.
تندگویان از حامیان فضای سبز و حفط باغات تهران است. و معتقد است تخلفات گسترده نهادهای ذی‌نفوذ در خصوص قطع درختان باعث از بین رفتن بسیاری از باغات تهران شده‌است. وی معتقد است شورای شهر نباید در موضوعات سیاسی دخالت کند و باید به ساخت و ساز و کسب و کارهای تجاری رسیدگی کند. عمده تأکید او در حوزه مدیریت شهری موضوع معماری و شهرسازی ایرانی و اسلامی، نما و منظر شهری، ایمنی ساختمان مدیریت پسماندو توسعه درآمد پایدار شهریاست.
او القای امنیت از طریق حضور نیروهای انتظامی در سطح شهر و معابر را مؤثر و کارامد نمی‌داند.

محمدمهدی تند گویان با اشاره به منطقه دوازده و بهسازی محله‌های آن معتقداست منطقه دوازده بومیت خود را ازدست‌داده‌است و همین مسئله این سؤال را ایجاد می‌کند که با هزینه‌هایی که می‌شود در نهایت چگونه می‌توان محله را تحویل شهروندان تهرانی داد و امکان استفاده از امکانات آن را برای آن‌ها فراهم نمود، این‌همه درحالیست‌که هم‌اکنون (در آبان ۱۳۹۴) افراد غیربومی و حاشیه‌نشین‌ها به بسیاری از محلات منطقه دوازده هجوم آورده‌اند زیرا یک سری خدمات رایگان در این منطقه ارائه می‌شود و حتی قرار است تسهیلات بیشتری نیز داده شود که همین مسئله تبعات اجتماعی بسیاری دارد چراکه در بحث در رابطه با منطقه ۱۲ شهر تهران دربارهٔ یک تافته جدا بافته بحث نمی‌شود بلکه بحث فوق در رابطهٔ با یک منطقه در دل یک کلان‌شهر است.
تندگویان به عنوان نایب رئیس کمیسیون معماری و شهرسازی در چهارمین دوره از شورای اسلامی شهر تهران پشت پرده قراردادهای نجومی تابلوهای تبلیغاتی شهر تهران را افشا کرد.

## معاونت ساماندهی امور جوانان وزارت ورزش و جوانان
تندگویان در آغاز فعالیت خود در معاونت ساماندهی امور جوانان یکی از آسیب‌ها و مشکلات اصلی حوزه جوانان را تغییرات مدیریتی، سازمانی و تفکیک‌ها دانسته و با پیگیری موضوع مستقل شدن حوزه جوانان و تبدیل شدن به سازمان در تلاش است تا جایگاه شایسته جوانان را در کشور احیا نماید.
وی در خصوص استقلال سازمان ملی جوانان از وزارت ورزش، امیدوار است تا ایجاد هماهنگی بین دستگاه‌های مختلف به نحو احسن صورت پذیرد. اکنون که دولت لایحه تفکیک سازمان ملی جوانان را به مجلس فرستاده‌است معاونت امور ساماندهی جوانان و وزارت ورزش و جوانان نیز در بدنه دولت پیگیر آن هستند که این لایحه به ثمر برسد چرا که شان جوانان این است که چنین جایگاه مستقلی داشته باشند تا بتوانند در آن به خوبی عمل کنند. تندگویان با اشاره به عملکرد نامناسب گذشته که موجب ادغام سازمان ملی جوانان و وزارت ورزش و جوانان شده‌است، در گفت‌وگو با ایسنا گفت: تبعات منفی زیادی از این ادغام به وجود آمده‌است. اما مطمئنم در این دوره با حمایت‌های دولت و همراهی خوب مجلس، این مشکل برطرف خواهد شد.
تندگویان با تأکید بر اینکه مشکل اصلی در حوزه جوانان مسئله هویت و اصالت جوانان است، معتقد است که یکی از مهم‌ترین برنامه‌های ما بازگرداندن هویت به این قشر است چراکه تمام معضلات و ناهنجاری‌های اجتماعی در نتیجه فراموشی اصالت و هویت در جامعه ایجاد می‌شود. در این راستا اجرایی نمودن برنامه‌هایی نظیر پرداختن به پارلمان جوانان، توانمندسازی بیش از پیش سمن‌ها با محوریت شعار «جوانان برای جوانان» و «برنامه‌ریزی جوانان برای جوانان» و پیگیری مشکلات جوانان از طریق جوانان مورد نظر معاونت می‌باشد.
وی ضمن تشریح اولویت‌های خود در حوزه جوانان ادامه داد: نخستین اصلی که پیگیر آن خواهم بود، امید بخشیدن به جوانان است یعنی همین که بتوانیم جوانان را امیدوار کنیم که آینده‌شان برای کشور تأمین خواهد شد، نادیده گرفته نمی‌شوند و در عرصه‌های مختلف از آن‌ها بهره‌برداری می‌شود، بزرگترین گامی است که می‌توان در این زمینه برداشت.
معاون ساماندهی امور جوانان وزارت ورزش و جوانان با اشاره به ابزارهای اجرایی اهداف خود، تصریح کرد: تشکیل پارلمان جوانان که پیگیر آن هستیم و ساماندهی بخش سمن‌ها از جمله این اهداف است.
تندگویان در حوزه مدیریت معتقد است که یکی از بحران‌های حوزه جوانان بحران مدیریتی است و ضروری است تا جوانان بی‌تجربه برای بدنه مدیریتی کشور آموزش دیده و زمینه تجربه اندوزی برایشان فراهم گردد.
چرا که می‌بایست جوانان را به جای مدرک‌گرایی به سمت حرفه‌گرایی پیش برد تا ایجاد اشتغال و انگیزه کار با هر درآمدی در اولویت قرار بگیرند. وی با انتقاد از مدرک‌گرایی در بین جوانان، معتقد است مدرک‌گرایی باعث شده تا جوانان تجربه کافی کسب نکنند لذا در آینده در انتخاب و انتصاب جوانان دچار مشکل شود. بسیاری از افرادی که تحصیلات آکادمی ندارند در حوزه اشتغال و درآمدزایی عملکرد خوبی برای کشور داشته‌اند. باید تلاش کرد تا در این زمینه در نگرش و فرهنگ خانواده‌ها تغییر ایجاد کرد.
تندگویان در خصوص امور بین‌الملل و فعالیت‌های بی المللی در حوزه جوانان نیز برنامه‌هایی را در نظر دارد و اذعان دارد که می‌بایست اقدامات مهمی در حوزه جوانان صورت گیرد. چرا که در حال حاضر در بسیاری از کشورها وزیران جوان مشغول به کار هستند و این NGOهای مدیریتی جوانان و سازمان ملل در این زمینه فعال شدند. در نتیجه باید دبیرخانه موضوعات بین‌المللی را به سمت ایران هدایت کرد تا شاید از این طریق بتوان موضوع جوانان خارج از کشور و بازگشت نخبگان را تسهیل نمود.

## ائتلاف شاهدان انقلاب اسلامی در انتخابات
وی در گفتگو با خبرگزاری مهر دربارهٔ ائتلاف شاهدان انقلاب اسلامی می‌گوید:انتخابات هدف غائی ما نیست. بلکه ما بر این اعتقادیم که موضوع انتخابات شوراهای شهر در برابر ائتلاف شاهدان انقلاب اسلامی اصلاً محلی از اعراب ندارد. چون خط فکری شهدا نه حزبی بود، نه جناحی و نه گروهی بلکه قصه، قصه خدمت بود. بر این اساس است که می‌گوییم این موضوع فراتر از انتخابات است چون در انتخابات‌ها یک رسم بدی وجود دارد چون تقریباً همه کاندیداهای شرکت‌کننده دارای مواضع خاصی هستند و متأسفانه برخی نان را به نرخ روز می‌خورند. ائتلاف شاهدان انقلاب اسلامی آمده‌است که نان را به نرخ قبلی اش به مردم بدهد. ما نیامده‌ایم که شعار بدهیم و مانند برخی احزاب و گروه‌ها در مواقع مختلف رنگ عوض کنیم و نام دیگری را بر خود نهیم. ما پیوندمان چیز دیگری است و ائتلاف کرده‌ایم تا همه افراد با سلایق، اندیشه‌ها و رویکردهای مختلف تحت عنوان فرزندان شاهد دور یکدیگر جمع شوند و نظرات خود را مطرح کنند. قرار نیست سلایق سیاسی در این ائتلاف تأثیرگذار باشد بلکه درد ما درد مشترک با مردم است.
همچنین وی دربارهٔ رئوس برنامه‌های ائتلاف شاهدان انقلاب اسلامی گفته‌است که:در سطح تهران هم با توجه به این که در نهادها و سازمان‌های مختلفی که در بخش شهری فعالیت می‌کنند حدود ۱۵۰۰ فرزند شهید مشغول به کار در این حوزه‌ها داریم از همین بدنه ما نقاط ضعف و مشکلات مردم که در طی این سال‌ها ایجاد شده و عمدتاً دردهایی هستند که مردم به آن دچار شده‌اند، مشخص کرده‌ایم و متخصصین هر حوزه را مشخص کرده و با آن‌ها پیوند خورده‌ایم. در حال حاضر جزئیات کاملی از مشکلات شهری تهران جمع‌آوری کرده‌ایم و برای هر کدام از آن‌ها پاسخی داریم و در آینده هم برای شهر تهران حرف و مطلب داریم.
در حال حاضر بافت‌های مختلف شهر تهران را شناسایی کرده‌ایم، از مردم آمارسنجی کرده‌ایم و معتقدیم که لزومی ندارد وقتی دربارهٔ آینده حرف می‌زنیم بهینه سازیمان مبتنی بر تخریب وجود داشته‌است باشد. بلکه می‌شود با حفظ بومیت بافت و ارزش‌ها در سطح شهر تهران اقداماتی صورت داد که در نهایت منجر به ایجاد آرامش برای مردم شود. موضوع ترافیک و آلودگی هوا یکی از دغدغه‌های اساسی و همیشگی مردم است همه امیدوارند که روزی فرارسد که در شهری سالم زندگی کنیم. البته نهادهایی در این حوزه متولی هستند که ما ممکن است در شورای شهر زیاد ذی نفوذ در آن‌ها نباشیم ولی حداقل از لحاظ تئوریک و تحقیقات پر از مطلب و ایده هستیم که می‌توانیم آن را در اختیار نهادهای مسئول قرار بدهیم. حتی برای ایجاد آرامش روانی در شهر تهران که یکی از دغدغه‌های فعلی مردم تهران هست ایده و برنامه داریم حتی آمادگی داریم که مقالات و تحقیقات خود را در اختیار رسانه‌ها و جراید قرار دهیم.

## سمت‌ها
معاون ساماندهی امور جوانان وزارت ورزش و جوانان ۱۳۹۶ – ۱۴۰۰
دبیر ستاد ملی ساماندهی امور جوانان ۱۳۹۶ – ۱۴۰۰
عضو شورای اسلامی شهر تهران در دوره چهارم ۱۳۹۶–۱۳۹۲
عضو موظف هیئت مدیره معاونت طرح و برنا مه ۱۳۸۴–۱۳۸۲
مدیریت برنامه‌ریزی مجتمع شهید اشرفی اصفهانی
عضو هیئت مدیره شرکت اکسدانه (غیر موظف) ۱۳۹۰–۱۳۹۱
عضو هیئت مدیره شرکت روغن نباتی جهان (غیر موظف) ۱۳۹۱
عضو هیئت مدیره شرکت مخازن ساحل (غیر موظف) ۱۳۹۱
عضو هیئت مدیره صندوق احیاء و بهره‌برداری از اماکن تاریخی و فرهنگی ۱۳۹۳
عضو هیئت مدیره شرکت مهندسی و ساختمان صبا نفت ۱۳۹۳
برگزاری نمایشگاه صنعت پلاستک اروپا وآسیا استانبول ترکیه ۱۳۹۱–۱۳۹۰
رگزاری نمایشگاه بزرگ اکسپو ۲۰۱۰ شانگهای چین ۱۳۸۹
ریاست ستاد اکسپو ایران ۱۳۸۵

## سریال جاودانگی
وی همچنین در نامه‌ای به ضرغامی از حذف قسمت‌هایی از سریال جاودانگی که به زندگی شهید تندگویان اختصاص داشت اعتراض کرده‌است.
در متن این نامه آمده‌است:
احتراماً همان‌طور که مستحضرید سریال جاودانگی مربوط به زندگی‌نامهٔ آزاده شهید تندگویان از ابتدای محرم امسال در شبکه سوم سیما پخش می‌شد و طبق توافق به عمل آمده قرار بود که در ۲۰ قسمت پخش شود که متأسفانه به دلایلی که هنوز برای بنده نامعلوم است به تعداد ۱۶ قسمت، تبدیل شد. با توجه به اعتراض بنده در جلسه حضوری مورخ ـ ۲۰ آذر ماه ۹۰ ـ در گروه فیلم و سریال شبکه سه و همچنین با حضور قائم مقام شبکه جناب آقای مقیسه برگزار شد قرار شده با نظارت مستقیم خانواده این سریال تا حداقل چهار قسمت دیگر ادامه یابد ولی امشب بدون هیچ علتی شبکه علیرغم میل خانواده و بدون اطلاع قبلی مبادرت به پخش آخرین قسمت کرد که باعث تحریف فراوان در سریال زندگی‌نامه این شهید غریب شد. از جنابعالی تقاضا دارم ضمن دستور رسیدگی موضوع، جلوی این توهین‌ها و هتک حرمت از شهداء گرفته شود و همچنین دستور پخش باقی‌مانده سریال را تا انتهای کار بفرمایید.»

## خانواده
پدرش محمدجواد تندگویان وزیر نفت ایران بوده‌است. او تنها فرزند پسر محمدجواد تندگویان است و سه خواهر نیز دارد که خواهر کوچکترش در زمان اسارت پدر متولد شده. وی در سال ۱۳۷۵ با خانم زهرا حاج محمدی از خانواده‌ای مذهبی ازدواج نمود و ثمره‌ای این ازدواج، دو فرزند به نام‌های محمد جواد و منا می‌باشد.